# Jos Zuidgeest
Jozef Fredericus Johannes (Jos) Zuidgeest (Rijswijk, 23 juli 1944 - Heerlen, 9 april 2016) was een Nederlands politicus van de PvdA.
Hij was geboren als zoon van een tomatentuinder en ging in 1970 in Heerlen wonen. In die periode was hij werkzaam in het welzijnswerk; zo was hij onder andere directeur van een welzijnsinstelling. Daarnaast was Zuidgeest actief in de lokale politiek en was hij vanaf 1978 gemeenteraadslid in Heerlen en van 1986 tot 2002 was hij daar wethouder. Zuidgeest was lid van Provinciale Staten van Limburg toen hij in december 2005 benoemd werd tot waarnemend burgemeester van Onderbanken.
Een dag later volgde de beslissing van de Raad van State waardoor zes hectare van de Schinveldse Bossen gekapt mochten worden wat nodig zou zijn voor de vliegveiligheid van de AWACS-vliegtuigen die veelvuldig stijgen en landen op de nabijgelegen NAVO-basis Geilenkirchen in Duitsland. Op basis van die beslissing vond Zuidgeest dat verder verzet geen zin meer had en hij werkte dan ook mee met de ontruiming van het bos waar actievoerders, gesteund door de lokale bevolking, het kappen probeerden te voorkomen (zie ook omstreden bomenkap). Een noodverordening die Zuidgeest nodig achtte werd unaniem door de gemeenteraad weggestemd waarop de Limburgse gouverneur Léon Frissen deze alsnog bekrachtigde. Begin januari 2006 vond de ontruiming plaats waarna dat deel van het bos gekapt werd. Enkele maanden later werd Zuidgeest opgevolgd door Mirjam Clermonts-Aretz.
Op 1 januari 2007 ontstond de gemeente Leudal door de fusie van de gemeenten Haelen, Heythuysen, Hunsel en Roggel en Neer. Op die datum werd Zuidgeest de waarnemend burgemeester van Leudal wat hij bleef tot 1 september van dat jaar toen Arno Verhoeven hem opvolgde. Zuidgeest overleed in 2016 op 71-jarige leeftijd.